# 摩托罗拉系统
摩托罗拉系统公司（Motorola Solutions, Inc.）是美國一家数据传输及电信设备公司。前身是摩托罗拉公司内的电信网络设备部门，因应2011年摩托罗拉公司移动通讯部门拆分出单独的公司，摩托罗拉移动因而成立。该公司总部位于芝加哥。
该公司于2011年一月四日被单独拆分上市，其使用的股票代号为“MSI”从摩托罗拉移动拆分后，该公司是之前的摩托罗拉公司的合法继承者，包括之前公司的政府及公共安全部门和蜂窝移动基础设施部门。2011年，该公司将自己的蜂窝电话基础设施部门出售给了诺基亚。2014年该公司将自己的企业服务部门出售给了Zebra技术以换取现金。
该公司现有业务包括双向无线电制造、语音及数据传输设备制造、无线局域网安全研究和移动计算设备等。
2018年2月3日摩托罗拉系统公司以10億美元收購加拿大溫哥華Avigilon公司，該公司專門生產為機場、軌道交通、城市、和商業公司設計的安全監控鏡頭和影片分析系統。
2025年5月27日摩托羅拉系統公司以44亿美元收购军用通信设备制造商Silvus Technologies，创下其历史第二大并购纪录，次于1999年以95亿美元收购Arris Technology